# 西田通弘
西田 通弘（にしだ みちひろ、1923年7月20日 - 2019年10月30日）は、日本の実業家。本田技研工業の副社長等を歴任した。

## 来歴・人物
青森県弘前市に生まれる。1943年横浜高等工業学校（現・横浜国立大学）電気化学科卒業後、陸軍航技見習士官として入隊する。
1950年に本田技研工業に入社。この時、まだホンダは中小企業の色が濃く、西田が縁故採用ではない社員採用第一号であった。藤沢武夫から目をかけられており、ホンダの給与体系の見直し(弥富理論を取り入れたもの)等を行う。取締役、常務を経て河島喜好、川島喜八郎、白井孝夫らと「四専務」を務める。 四輪進出を果たしたホンダの危機であったホンダ・N360の欠陥車問題で参院交通安全特別委員会で答弁をこなす。
また常務時代、常務の人数を整理するにあたり、その処理を行い、さらに白井の専務解任も遂行した。河島が社長、そして川島と西田が副社長に就任したホンダ・トロイカ体制のなかでは「技術の河島」、「営業の川島」、「トラブル処理・汚れ仕事の西田」として執務にあたり、このトロイカ体制時代に本田宗一郎・藤沢武夫時代の売上を3000億円規模から約5倍の1兆円規模までに押し上げた。藤沢から多くの仕事を任されていたためか清水一行の藤沢を悪役主人公とした「器に非ず」の中で名前こそ出ていないものの西田と思われる藤沢子飼いの走狗として登場しているが真相は不明。副社長退任後は常務相談役、顧問に就任した。本田宗一郎・藤沢武夫引退劇にも関わっており、ホンダOBの中では比較的多数の著書を発表しており、この二人に関する書籍も多い。晩年は企業向け講演などを行っていた。
1980年、藍綬褒章を受章。
2019年10月30日、肺炎のため死去。96歳没。

## 本田・藤沢引退劇
本田技研がホンダ・N360欠陥車騒動で揺れている中で、藤沢武夫は自身と本田宗一郎の同時引退を画策した。当時の本田は技術者としては曲がり角を迎え、開発技術者たちとの関係も悪化しており、このままではホンダの将来は暗いと考えた藤沢は自身と本田の引退によって欠陥車騒動のイメージを払拭し、環境配慮エンジンであるCVCCの発表によってクリーンなホンダ新時代の印象を構築したいと考えた。
藤沢は本田の外遊中に西田に新聞社などのマスメディアへの「本田・藤沢辞任」のリークを命令し、さらに本田に「そろそろ社長を退いたらいかがでしょうか」と引退勧告を行った(本田は「やっと言ってくれたか」と泣きながらも喜んだという)。この引退劇は後任の河島が若いこともあって当時「最高の引退劇」と言われた。

## 著書
- 隗より始めよ―体験的ホンダの人間学（かんき出版、1983年）
- 語り継ぐ経営―ホンダとともに30年（講談社、1983年）
- 「長」と「副」の研究―本田宗一郎と藤沢武夫に学ぶ（かんき出版、1987年）
- 本田宗一郎と藤沢武夫に学んだこと―「主役」と「補佐役」の研究（PHP研究所、1993年）
- チャンスを逃がす人 活かす人―自分を変える逆転の仕事術（かんき出版、2003年）
- ホンダのDNA 夢を「力」に変える80の言葉（かんき出版、2011年）